# Mori Saki
Mori Saki é membro do “Hello! Project” sendo uma das garotas que treinam para debutar no “Hello! Pro Egg”, desde 2004.

## História
Mori Saki juntou-se ao Hello! Project como membro do Hello! Pro Egg depois de ter passado na audição “Hello! Pro Egg Audition 2004”, juntamente com outras 32 garotas.
A sua primeira aparição foi no concerto “Hello! Project 2005 Natsu no Kayou Show '05 Selection! Collection” enquanto dançarina da cantora a solo “Matsuura Aya” e do grupo do Hello! Project “Country Musume”.
Em Janeiro de 2006, Substituiu Arihara Kanna no grupo "Tomoiki Ki wo Uetai", após esta se ter tornado membro o grupo °C-ute. Enquanto membro do grupo Mori Saki participou no single indie "Minna no Ki" em Setembro desse ano. Depois disso o grupo não realizou mais nada e, apesar de não ter formalmente sido desfeito, nunca mais fez performances.
A 13 de Maio de 2007, estriou-se a cantar no concerto “Dai 1 Kai Hello! Project Shinjin Kouen ~Saru no Koku~ / ~Tori no Koku~”, cantando algumas músicas de outros grupos do Hello! Project, tais como “GET UP! Rapper” da shuffle “SALT5, “Go Girl ~Koi no Victory~”, “Love & Peace! HERO ga Yattekita”, “LOVE Machine”, “Da Di Du De Do Da Di!”das Morning Musume e “I know” de Matsuura Aya.
Ainda em 2007, participou como dançarina para os grupos Morning Musume, Berryz Kobo e °C-ute, num dos programas mais famosos do Japão, intitulado de “Kōhaku Uta Gassen”,  onde se reúnem os mais famosos artistas do país cantando e festejando o ano novo.
Em Abril de 2009 foi anunciado que Mori Saki participaria na peça de teatro “’’Nekome Club 2” juntamente com o também membro do Hello! Pro Egg, Kikkawa Yuu, e Miyoshi Erika, antigo membro do grupo V-U-Den. A peça realizou-se no dia 4 de Fevereiro de 2010.
A 16 de Janeiro de 2010, Mori Saki ganhou o papel principal no musical “La Corda d'oro Stella Musical’’. O musical era inspirado no anime e manga La Corda d'oro e decorreu entre os dias 19 e 24 de Março de 2010.
Num concerto especial, intitulado “2010nen Hello! Pro Egg Norimen Live 2gatsu”, realizado a 28 de Fevereiro de 2010 onde apenas participaram alguns membros do Hello! Pro Egg, tais como Sengoku Minami, Kikkawa Yuu, Furukawa Konatsu, Sainen Mia, Mori Saki, Kitahara Sayaka, Saho Akari, Takeuchi Akari e os membros das S/mileage, Mori Saki cantou pela primeira vez a solo a música “Senkou Hanabi”, das Morning Musume.
Ainda em 2010, participou na peça de Teatro “FASHIONABLE” onde participavam todos os membros das Morning Musume, bem como Nakajima Saki das °C-ute.

## Trabalhos

### Singles
- [2006] “Minna no Ki” - Tomoiki Ki wo Uetai (grupo constituído por:  Noto Arisa, Furukawa Konatsu, Maeda Yuuka e Ohse Kaede)

### Teatro
- [2007] Reverse! ~Watashi no Karada Doko Desu ka?~ (リバース！～私の体どこですか？～)
- [2008] Nakano Blondies (中野ブロンディーズ)
- [2010] Nekome Club 2
- [2010] La Corda d'oro Stella Musical (金色のコルダ ステラ・ミュージカル)(Hino Kahako, Papel Principal)
- [2010] FASHIONABLE

## Referencias
1. ↑  «Blog da peça de teatro "Nekome Club 2"» (em japonês). Genkidan
2. ↑  «Anúncio do Musical "La Corda d'oro Stella Musical"» (em japonês). Game City
3. ↑  «Informações do Musical "La Corda d'oro Stella Musical"» (em japonês). Eplus

## Ligações Externas
- Blog de Mori Saki (Fechado)
- Perfil de Mori Saki no site do Grupo “Tomoiki Ki wo Uetai”
- Site não oficial de Mori Saki
- Twitter de Mori Saki